# Chiesa di Santa Maria del Carmine e San Giovanni Battista
La chiesa di Santa Maria del Carmine e San Giovanni Battista è una chiesa storica di Napoli di epoca barocca. Si trova in via Bernardino Rota 40, nelle vicinanze di piazza del Mercato.

## Storia e descrizione
Di piccole dimensioni, risalente al 1747, esternamente è caratterizzata da una semplice facciata con portale in piperno e una coppia di paraste; inoltre, è anche il finestrone frontale di forma ovale. La chiesa monumentale è stata recentemente ristrutturata. L'edificio di culto ha attraversato un periodo di abbandono ed incuria all'indomani del terremoto dell'Irpinia del 1980.